# Провини наші
«Провини наші» (англ. Trespass Against Us) — британсько-американська кримінальна кінодрама режисера Адама Сміта, що вийшла 2016 року. Стрічка розповідає про гонщика, який вирішив зав'язати зі своїм кримінальним життям. У головних ролях Майкл Фассбендер, Брендан Глісон, Шон Гарріс.
Вперше фільм продемонстрували 9 вересня 2016 року у Канаді на міжнародному кінофестивалі у Торонто, а в Україні у широкому кінопрокаті показ фільму розпочався 16 березня 2017.

## У ролях
| Актор            | Персонаж      | Роль |
| ---------------- | ------------- | ---- |
| Майкл Фассбендер | Чед Катлер    |      |
| Брендан Глісон   | Колбі Катлер  |      |
| Ліндсі Маршал    | Келлі Катлер  |      |
| Рорі Кіннір      | Лаведж        |      |
| Шон Гарріс       | Ґордон Беннет |      |
| Баррі Кіоган     | Віндовс       |      |
| Алан Вільямс     | Ной           |      |
| Марк Льюїс Джонс | Поллок        |      |

## Створення фільму

### Знімальна група
- Кінорежисер — Адам Сміт
- Сценарист — Аластер Сиддонс
- Кінопродюсери — Андреа Калдервуд, Гейл Іген і Аластер Сиддонс
- Виконавчі продюсери — Джошуа Астрахан, Роза Ґарнетт, Фредерік В. Ґрін, Пітер Гемпден, Філ Гант, Норман Меррі і Комптон Росс
- Композитор — The Chemical Brothers
- Кінооператор — Едуард Гро
- Кіномонтаж — Крістіна Гетерінгтон і Джейк Робертс
- Підбір акторів — Шахін Баіг
- Художник-постановник — Нік Палмер
- Артдиректор — Андреа Матесон
- Художник по костюмах — Сюзанн Кейв[6].

### Виробництво
31 жовтня 2013 року видання «The Hollywood Reporter» повідомило, що Майкл Фассбендер буде виконувати головну роль у фільмі дебютанта Адама Сміта за сценарієм Аластера Сиддонса. У травні 2014 року було оголошено, що в акторський склад, окрім Фассбендера, також увійшли Брендан Глісон, Шон Гарріс, Ліндсі Маршал, Рорі Кіннер.

## Сприйняття

### Оцінки і критика
Від кінокритиків фільм отримав змішані відгуки: Rotten Tomatoes дав оцінку 57 % на основі 61 відгуку від критиків (середня оцінка 5,5/10). Загалом на сайті фільм має погані оцінки, фільму зарахований «гнилий помідор» від фахівців, Metacritic — 50/100 на основі 16 відгуків критиків. Загалом на цьому ресурсі від фахівців фільм отримав змішані відгуки.
Від пересічних глядачів фільм отримав змішано-погані відгуки: на Rotten Tomatoes 29 % зі середньою оцінкою 2,7/5 (1 101 голос), фільму зарахований «розсипаний попкорн», на Internet Movie Database — 6,0/10 (2 284 голоси).
Ольга Кривітченко на ресурсі «Moviegram» написала, що це «кострубата спроба Гая Річі з паралельного всесвіту зняти інді-драму про нездорові сімейні стосунки (таку собі «Маленьку міс Щастя») в декораціях театру абсурду».

### Нагороди та номінації
| Номінації і перемоги фільму «Провини наші» | Номінації і перемоги фільму «Провини наші»                              | Номінації і перемоги фільму «Провини наші» | Номінації і перемоги фільму «Провини наші» | Номінації і перемоги фільму «Провини наші» | Номінації і перемоги фільму «Провини наші» |
| Рік                                        | Кінопремія / Кінофестиваль                                              | Категорія / Нагорода                       | Номінант                                   | Результат                                  | Дж                                         |
| ------------------------------------------ | ----------------------------------------------------------------------- | ------------------------------------------ | ------------------------------------------ | ------------------------------------------ | ------------------------------------------ |
| 2016                                       | 18-та щорічна церемонія вручення «Премії британського незалежного кіно» | Найкращий актор                            | Майкл Фассбендер                           | Номінація                                  | [ 13 ] [ 14 ]                              |
| 2016                                       | 18-та щорічна церемонія вручення «Премії британського незалежного кіно» | Найкращий актор другого плану              | Шон Гарріс                                 | Номінація                                  | [ 13 ] [ 14 ]                              |
| 2016                                       | 18-та щорічна церемонія вручення «Премії британського незалежного кіно» | Найкращий режисерський дебют               | Адам Сміт                                  | Номінація                                  | [ 13 ] [ 14 ]                              |

### Виноски
1. ↑  Trespass Against Us (англ.). British Board of Film Classification. Процитовано 19 грудня 2016.
2. 1 2  Trespass Against Us: Release Info (англ.). Internet Movie Database. Процитовано 19 грудня 2016.
3. 1 2  Провини наші. Kino-teatr.ua. Процитовано 17 січня 2017.
4. ↑  Trespass Against Us (2016) (англ.). AllMovie. Процитовано 19 грудня 2016.
5. ↑  Провини наші. Артхаус Трафік. Архів оригіналу за 17 січня 2017. Процитовано 19 грудня 2016.
6. ↑  Trespass Against Us: Full Cast & Crew (англ.). Internet Movie Database. Процитовано 19 грудня 2016.
7. ↑  Stuart Kemp (31 жовтня 2013). AFM: Michael Fassbender in Talks to Star in 'Trespass Against Us' (англ.). The Hollywood Reporter. Процитовано 1 лютого 2017.
8. ↑  Leo Barraclough (16 травня 2014). Cannes: Lionsgate Acquires U.K. Rights to Michael Fassbender Film ‘Trespass Against Us’ (англ.). Variety. Процитовано 1 лютого 2017.
9. 1 2  Trespass Against Us (англ.). Rotten Tomatoes. Процитовано 18 березня 2017.
10. ↑  Trespass Against Us (англ.). Metacritic. Процитовано 18 березня 2017.
11. ↑  Trespass Against Us (англ.). Internet Movie Database. Процитовано 18 березня 2017.
12. ↑  Ольга Кривітченко (29 березня 2017). «Провини наші»: Глісон проти Фассендера а театрі абсурду. «Moviegram». Архів оригіналу за 29 березня 2017. Процитовано 29 березня 2017.
13. ↑  BIFA 2016 Awards: Nominations (англ.). BIFA. Архів оригіналу за 1 грудня 2016. Процитовано 1 грудня 2016.
14. ↑  Liz Calvario (4 грудня 2016). 2016 British Independent Film Awards: Full Winners List (англ.). IndieWire. Архів оригіналу за 6 грудня 2016. Процитовано 19 грудня 2016.